# Thyra Dánská (1853–1933)
Princezna Thyra Dánská plným jménem a tituly dánsky Prinsesse af Danmark, Kronprinsesse af Hannover, Hertuginde af Cumberland, (29. září 1853 Kodaň – 26. února 1933 Gmunden, Rakousko) byla rodem dánská princezna a sňatkem britská a hannoverská princezna, vévodkyně z Cumberlandu a brunšvicko-lüneburská vévodkyně.
Thyra byla sestrou dánského krále Frederika VIII., britské královny Alexandry, řeckého krále Jiřího I., ruské carevny Marie Fjodorovny a dánského prince Valdemara.

## Biografie

### Původ a mládí
Thyra se narodila 29. září 1853 ve Žlutém paláci, městském domě z 18. století na adrese Amaliegade 18, který bezprostředně sousedí s palácovým komplexem Amalienborg v Kodani. Byla třetí dcerou a pátým dítětem dánského prince Kristiána a princezny Luisy. 
Jejímu otci se později přezdívalo tchán Evropy, neboť jeho děti se staly manželi či manželkami významných evropských monarchů, jejichž děti obsadily další trůny – jejími sourozenci byli:
- Frederik – budoucí dánský král Frederik VIII.
- Alexandra Dánská – manželka krále Velké Británie Eduarda VII.
- Vilém – budoucí řecký král Jiří I. Řecký
- Marie Sofie Dagmar – pod jménem Marie Fjodorovna ruská carevna, manželka ruského cara Alexandra III.
- Valdemar Dánský – manžel Marie Orleánské, vnučky francouzského krále Ludvíka Filipa I.

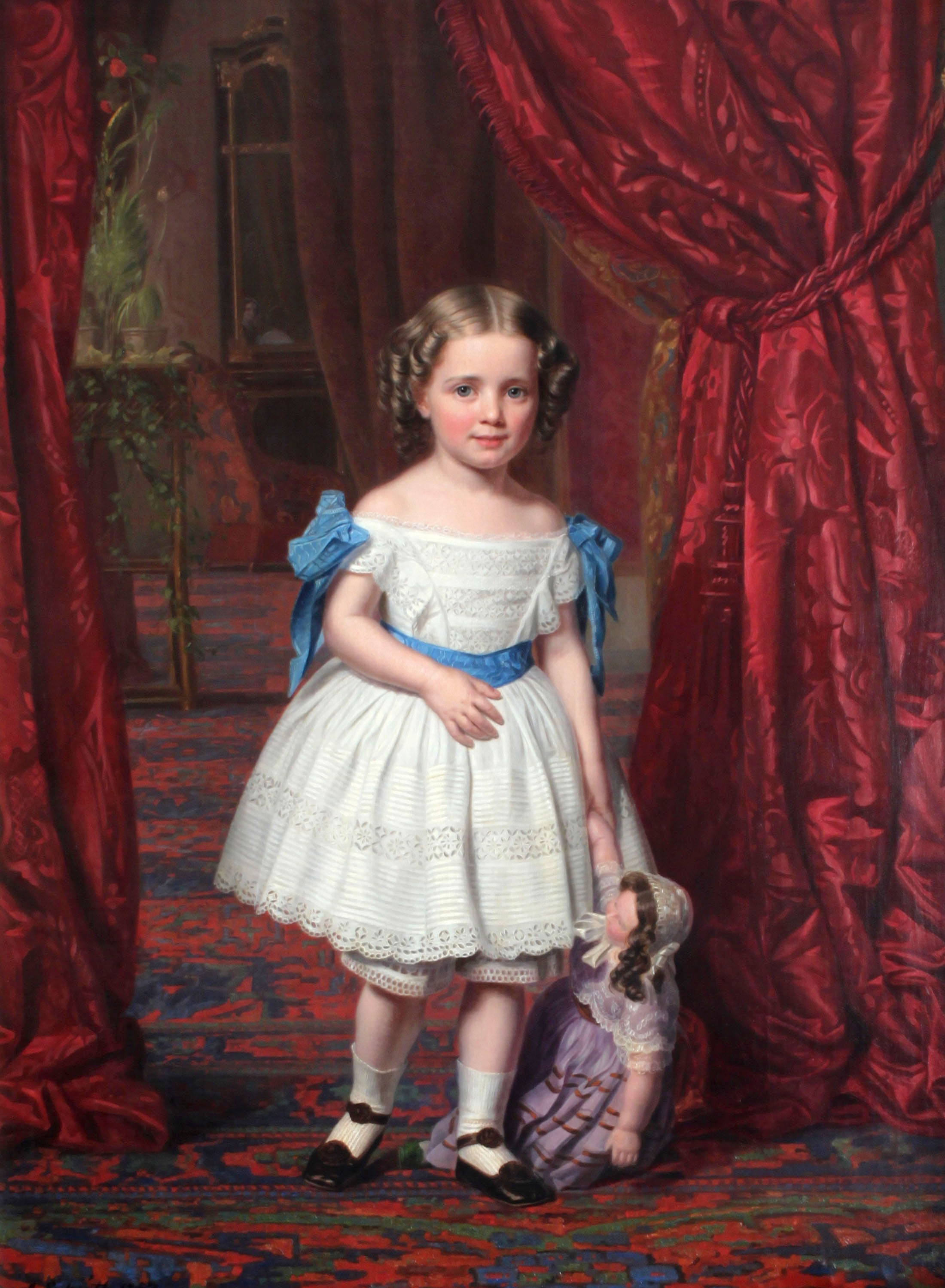
Princezna Thyra Dánská na portrétu Augusta Schiøtta, 1857

Jako dítě sdílela ložnici se svými staršími sestrami Alexandrou a Marií Sofií a učila se šít a plést vlastní šaty a ponožky. Její rodina byla poměrně neznámá, ale šťastná, dokud její otec, princ Kristián Šlesvicko-Holštýnsko-Sonderbursko-Glücksburský, nebyl se souhlasem velmocí vybrán za nástupce svého bezdětného vzdáleného bratrance Frederika VII. na dánský trůn. Pouhé dva měsíce před Thyřiným narozením byl přijat nový zákon o dědictví a princ Kristián získal titul dánského prince.
V roce 1863, když bylo Thyře deset let, zemřel král Frederik VII. a její otec nastoupil na dánský trůn jako král Kristián IX. Na začátku téhož roku byl její bratr Vilém zvolen řeckým králem a její sestra Alexandra se provdala za Alberta Edwarda, prince z Walesu. V roce 1866 se její další sestra Marie Sofie provdala za ruského careviče Alexandra. Princezna Thyra byla 27. května 1870 biřmována zélandským biskupem Hansem Lassenem Martensenem v kapli paláce Christiansborg v Kodani.

#### Skandál na dánském dvoře

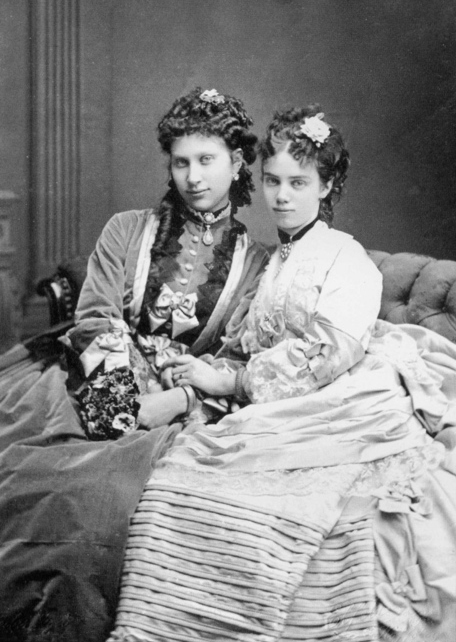
Thyra (vpravo) se svou švagrovou Luisou Švédskou (vlevo)

Královna Luisa předpokládala, že její nejmladší dcera uzavře stejně dobrý sňatek jako její starší sestry. Prvním Thyřiným nápadníkem byl nizozemský král Vilém III., byl však o 36 let starší, a proto byl odmítnut.
Matčiny plány zhatila sama princezna. Sotva sedmnáctiletá princezna se zamilovala do poručíka kavalerie měšťanského původu, Viléma Friedemanna Marchera (1841–1872). Jejich vztah nezůstal bez následků, neboť princezna zakrátko otěhotněla. Aby skandál nevypukl naplno, nabídl jí její bratr, řecký král Jiří I., aby odcestovala slehnout k němu do Athén; dánský tisk informoval, že princezna onemocněla žloutenkou. Thyra nicméně porodila na zámku v německém Glücksburgu. Děvčátko, které se narodilo 8. listopadu roku 1871, adoptovali krátce po narození Rasmus a Anna Marie Jørgensenovi z Odense a dali mu jméno Marie Kateřina (Kate) (1871–1964); provdala se v roce 1902 za Frode Pløyen-Holsteina a zemřela v roce 1964. Otec dítěte, poručík Marcher, spáchal po konfrontaci s králem Kristiánem IX. 4. ledna roku 1872 sebevraždu.

### Manželství
Během rodinné návštěvy Německa v roce 1878 Luisa a Alexandra odjely s tím, že jdou na konzultaci k očnímu lékaři. Ve skutečnosti však domlouvaly setkání Thyry s Arnoštem Augustem Hannoverským, korunním princem hannoverským, 3. vévodou z Cumberlandu a Teviotdale. Arnošt August byl nejstarším dítětem a jediným synem exilového hannoverského krále Jiřího V. a jeho manželky, princezny Marie Sasko-Altenburské. Thyra si do svého deníku zapsala, že byla ze setkání s korunním princem „velmi nadšená.“ Arnošt August se narodil jako hannoverský korunní princ, ale v roce 1866 byl jeho otec zbaven trůnu, když bylo Hannoverské království anektováno Pruskem poté, co se v prusko-rakouské válce postavilo na stranu Rakouska. Arnošt August nechal v roce 1882 postavit zámek Cumberland v rakouském Gmundenu jako své exilové sídlo. Přesto Thyra napsala, že věří, že Arnošt August jednoho dne nastoupí na hannoverský trůn.

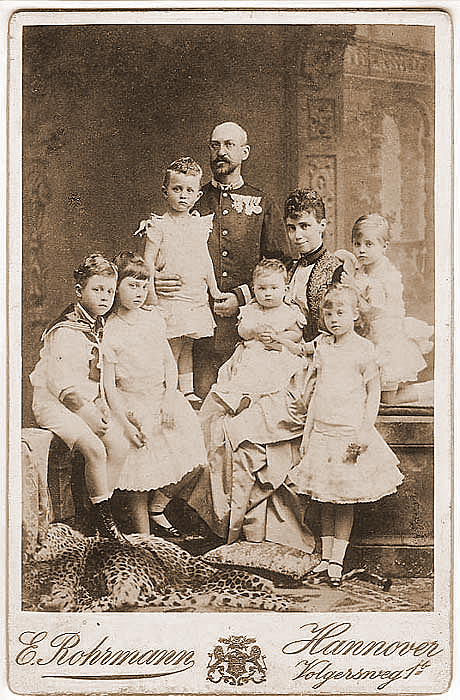
Thyra s manželem a dětmi

Při setkání Thyře Arnošt August okamžitě políbil ruku, zatímco Alexandra pokukovala zpoza rohu. Po nějaké době Thyra požádala Arnošta Augusta o ruku. Zatímco Thyřina rodina byla nadšená, královna Viktorie prohlásila, že její zasnoubení je „zcela bezdůvodné“ poté, co se jí nepodařilo provdat za Thyru jednoho z vlastních synů. V prosinci 1878 se Thyra provdala za Arnošta Augusta v královské kapli paláce Christiansborg v Kodani.
Po svatbě se manželé usadili v hornorakouském Gmundenu, kde Thyra žila po zbytek života na rozlehlém zámku Cumberland. Měli také měšťanský dům ve Vídni. Manželé měli šest dětí, tři syny a tři dcery.

### Pozdější léta života a smrt
V roce 1923, po 45 letech manželství, zemřel Thyřin manžel Arnošt August Hannoverský. Manželství bylo považováno za šťastné. Thyra přežila svého manžela o devět let. 
Zemřela 26. února 1933 a byla pohřbena v mauzoleu na zámku Cumberland v Gmundenu. Její dcera Olga, která zůstala do konce života neprovdaná a zemřela v Gmundenu, žila s rodiči a starala se o ni ve stáří.

## Potomci
| Jméno                                              | Narození           | Smrt             | Poznámky |
| -------------------------------------------------- | ------------------ | ---------------- | --- |
| Princezna Marie Luisa Hannoverská                  | 11. října 1879     | 31. ledna 1948   | Provdána za prince Maxmiliána Bádenského (10. července 1867 – 6. listopadu 1929); měla potomky                               |
| Princ Jiří Vilém Hannoverský                       | 28. října 1880     | 20. května 1912  | Princ Jiří Vilém zemřel při automobilové nehodě, když řídil na pohřeb svého strýce, dánského krále Frederika VIII.           |
| Princezna Alexandra Hannoverská                    | 29. září 1882      | 30. srpna 1963   | Provdána za Fridricha Františka IV., velkovévodu Meklenbursko-Zvěřínského (9. dubna 1882 – 17. listopadu 1945); měla potomky |
| Princezna Olga Hannoverská                         | 11. července 1884  | 21. září 1958    | Zemřela svobodná. |
| Princ Kristián Hannoverský                         | 4 July 1885        | 3 September 1901 | Zemřel mladý na nemoc. |
| Princ Arnošt August Hannoverský, brunšvický vévoda | 17. listopadu 1887 | 30. ledna 1953   | Oženil se s princeznou Viktorií Luisou Pruskou (13. září 1892 – 11. prosince 1980); měl potomky                              |

## Vývod z předků
|              |                                                               |  |                                 |                                            |  |  |  |  |  |  |  | Karel Antonín Holštýnsko-Becký |
|              |                                                               |  |                                 |                                            |  |  |  |  |  |  |  |                                |
|              | Fridrich Karel Ludvík Šlesvicko-Holštýnsko-Sonderbursko-Becký |  |                                 |                                            |  |  |  |  |  |  |  |                                |
|              |                                                               |  |                                 |                                            |  |  |  |  |  |  |  |                                |
|              |                                                               |  |                                 | Šarlota Frederika z Donína-Leistenau       |  |  |  |  |  |  |  |                                |
|              |                                                               |  |                                 |                                            |  |  |  |  |  |  |  |                                |
|              | Fridrich Vilém Šlesvicko-Holštýnsko-Sonderbursko-Glücksburský |  |                                 |                                            |  |  |  |  |  |  |  |                                |
|              |                                                               |  |                                 |                                            |  |  |  |  |  |  |  |                                |
|              |                                                               |  |                                 | Karel Leopold Schliebenský                 |  |  |  |  |  |  |  |                                |
|              |                                                               |  |                                 |                                            |  |  |  |  |  |  |  |                                |
|              | Frederika Schliebenská                                        |  |                                 |                                            |  |  |  |  |  |  |  |                                |
|              |                                                               |  |                                 |                                            |  |  |  |  |  |  |  |                                |
|              |                                                               |  |                                 | Marie Eleonora Lehndorffská                |  |  |  |  |  |  |  |                                |
|              |                                                               |  |                                 |                                            |  |  |  |  |  |  |  |                                |
|              | Kristián IX.                                                  |  |                                 |                                            |  |  |  |  |  |  |  |                                |
|              |                                                               |  |                                 |                                            |  |  |  |  |  |  |  |                                |
|              |                                                               |  |                                 | Fridrich II. Hesensko-Kasselský            |  |  |  |  |  |  |  |                                |
|              |                                                               |  |                                 |                                            |  |  |  |  |  |  |  |                                |
|              | Karel Hesensko-Kasselský                                      |  |                                 |                                            |  |  |  |  |  |  |  |                                |
|              |                                                               |  |                                 |                                            |  |  |  |  |  |  |  |                                |
|              |                                                               |  |                                 | Marie Hannoverská                          |  |  |  |  |  |  |  |                                |
|              |                                                               |  |                                 |                                            |  |  |  |  |  |  |  |                                |
|              | Luisa Karolina Hesensko-Kasselská                             |  |                                 |                                            |  |  |  |  |  |  |  |                                |
|              |                                                               |  |                                 |                                            |  |  |  |  |  |  |  |                                |
|              |                                                               |  |                                 | Frederik V.                                |  |  |  |  |  |  |  |                                |
|              |                                                               |  |                                 |                                            |  |  |  |  |  |  |  |                                |
|              | Luisa Dánská                                                  |  |                                 |                                            |  |  |  |  |  |  |  |                                |
|              |                                                               |  |                                 |                                            |  |  |  |  |  |  |  |                                |
|              |                                                               |  |                                 | Luisa Hannoverská                          |  |  |  |  |  |  |  |                                |
|              |                                                               |  |                                 |                                            |  |  |  |  |  |  |  |                                |
| Thyra Dánská |                                                               |  |                                 |                                            |  |  |  |  |  |  |  |                                |
|              |                                                               |  |                                 |                                            |  |  |  |  |  |  |  |                                |
|              |                                                               |  | Fridrich II. Hesensko-Kasselský |                                            |  |  |  |  |  |  |  |                                |
|              |                                                               |  |                                 |                                            |  |  |  |  |  |  |  |                                |
|              | Fridrich Hesensko-Kasselský                                   |  |                                 |                                            |  |  |  |  |  |  |  |                                |
|              |                                                               |  |                                 |                                            |  |  |  |  |  |  |  |                                |
|              |                                                               |  |                                 | Marie Hannoverská                          |  |  |  |  |  |  |  |                                |
|              |                                                               |  |                                 |                                            |  |  |  |  |  |  |  |                                |
|              | Vilém Hesensko-Kasselský                                      |  |                                 |                                            |  |  |  |  |  |  |  |                                |
|              |                                                               |  |                                 |                                            |  |  |  |  |  |  |  |                                |
|              |                                                               |  |                                 | Karel Vilém Nasavsko-Usingenský            |  |  |  |  |  |  |  |                                |
|              |                                                               |  |                                 |                                            |  |  |  |  |  |  |  |                                |
|              | Karolina Nasavsko-Usingenská                                  |  |                                 |                                            |  |  |  |  |  |  |  |                                |
|              |                                                               |  |                                 |                                            |  |  |  |  |  |  |  |                                |
|              |                                                               |  |                                 | Karolina Felizitas Leiningensko-Dagsburská |  |  |  |  |  |  |  |                                |
|              |                                                               |  |                                 |                                            |  |  |  |  |  |  |  |                                |
|              | Luisa Hesensko-Kasselská                                      |  |                                 |                                            |  |  |  |  |  |  |  |                                |
|              |                                                               |  |                                 |                                            |  |  |  |  |  |  |  |                                |
|              |                                                               |  |                                 | Frederik V.                                |  |  |  |  |  |  |  |                                |
|              |                                                               |  |                                 |                                            |  |  |  |  |  |  |  |                                |
|              | Frederik Dánský                                               |  |                                 |                                            |  |  |  |  |  |  |  |                                |
|              |                                                               |  |                                 |                                            |  |  |  |  |  |  |  |                                |
|              |                                                               |  |                                 | Juliana Marie Brunšvická                   |  |  |  |  |  |  |  |                                |
|              |                                                               |  |                                 |                                            |  |  |  |  |  |  |  |                                |
|              | Luisa Šarlota Dánská                                          |  |                                 |                                            |  |  |  |  |  |  |  |                                |
|              |                                                               |  |                                 |                                            |  |  |  |  |  |  |  |                                |
|              |                                                               |  |                                 | Ludvík Meklenbursko-Zvěřínský              |  |  |  |  |  |  |  |                                |
|              |                                                               |  |                                 |                                            |  |  |  |  |  |  |  |                                |
|              | Žofie Frederika Meklenbursko-Zvěřínská                        |  |                                 |                                            |  |  |  |  |  |  |  |                                |
|              |                                                               |  |                                 |                                            |  |  |  |  |  |  |  |                                |
|              |                                                               |  |                                 | Šarlota Žofie Sasko-Kobursko-Saalfeldská   |  |  |  |  |  |  |  |                                |
|              |                                                               |  |                                 |                                            |  |  |  |  |  |  |  |                                |